# Magadisjön

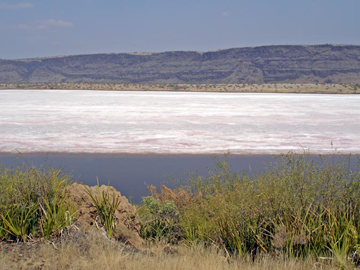
Magadisjön

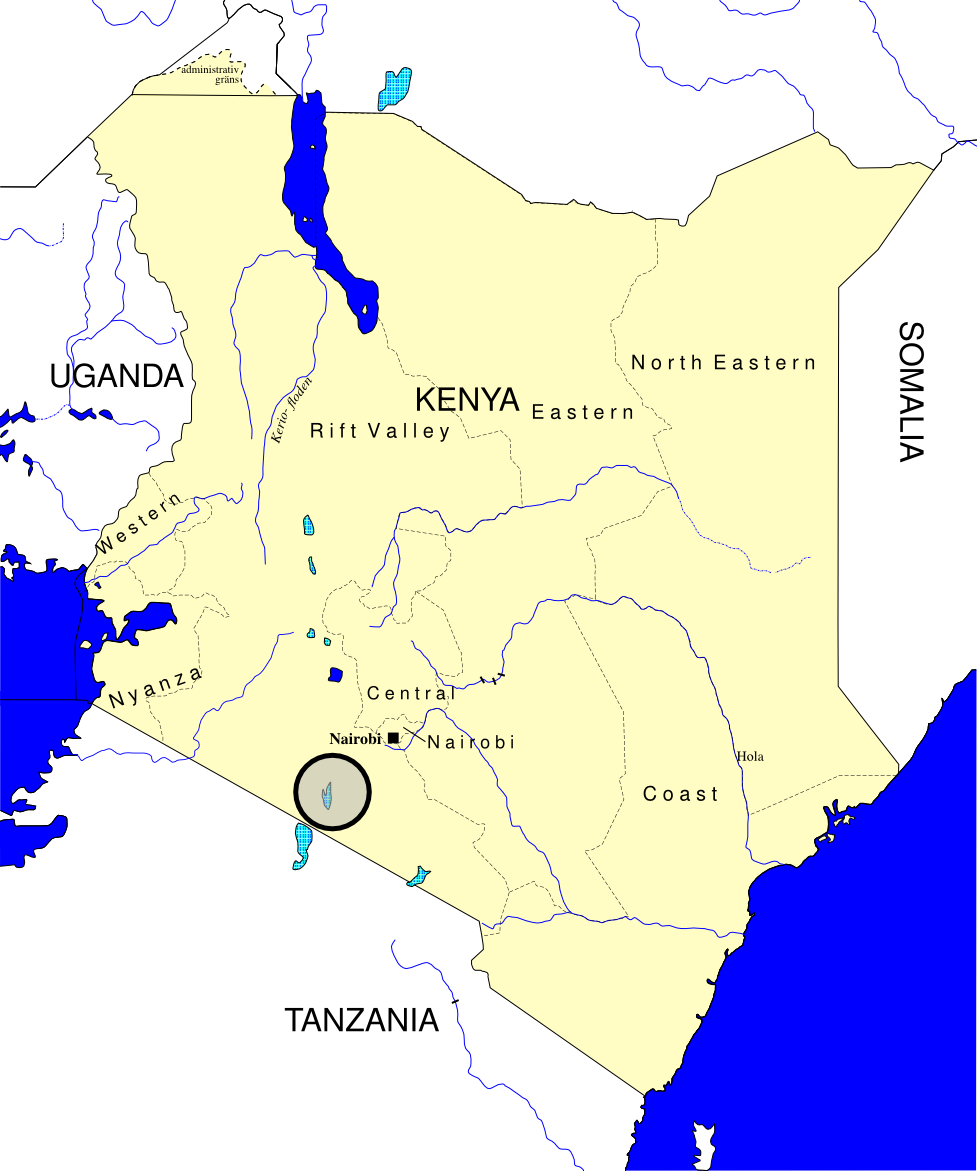
Magadisjöns läge i Kenya.

Magadisjön är den sydligaste sjön i Östafrikanska gravsänkesystemet i Kenya. Under torrperioden täcks 80 procent av sjöns yta av natriumkarbonat, den är känd för sina vadare, bland annat flamingor. Storleken är 100 kvadratkilometer.